# FIXER (음반)
《FIXER》(픽서)는 일본의 여가수 나카모리 아키나(中森明菜)의 24번째 정규 음반으로 2015년 12월 30일에 발매하였다. (통상판 CD: UPCH-2068,  초회한정판 CD: UPCH-7095) 《DIVA》이후 6년 4개월 만에 발매한 정규 음반으로 2015년 상반기와 하반기에 나카모리가 발표한 싱글 〈Rojo -Tierra-〉와 〈Unfixable〉이 이번 음반에 수록되었다. 이 음반에서도 나카모리가 Miran이라는 필명으로 작업한 곡 역시 수록되어 있다. 이번 음반의 커버는 눈을 감은 나카모리의 좌측과 우측 얼굴을 서로 이어 붙인 얼굴로 좌측 얼굴로 이어붙인 커버가 초회한정판, 우측 얼굴로 이어붙인 것이 통상판이다.
또한 이번 음반의 수록곡 중에서 〈FIXER -WHILE THE WOMEN ARE SLEEPING〉이 키타노 타케시가 출연하는 영화 《여자가 잠들 때》(女が眠る時)의 주제가로 확정되었고, 영화 예고편 마지막에 나카모리가 영화의 타이틀 콜도 도맡았다.
정식 발매 이전인 2015년 12월 29일, 오리콘 데일리 앨범 차트에서 4위로 진입하였고, 2015년 1월 11일자 주간 앨범 차트에서는 7위를 기록하였다. 이는 나카모리가 1995년 8월 7일 오리콘 주간 앨범 차트에서 10위를 기록한 이후 20년 4개월 만에 앨범 TOP10에 진입하였다.

## 수록곡
| #            | 제목                                                                    | 작사                                                         | 작곡                                                         | 편곡              | 재생 시간 |
| ------------ | ----------------------------------------------------------------------- | ------------------------------------------------------------ | ------------------------------------------------------------ | ----------------- | --------- |
| 1.           | 〈〈FIXER -WHILE THE WOMEN ARE SLEEPING-〉〉                            | miran, Dream Producations, Brian Lee                         | miran, Dream Producations, Brian Lee                         |                   | 3:04      |
| 2.           | 〈〈Rojo -Tierra-〉〉                                                   | 카와에 미나코, Miran:Miran                                   | 아사쿠라 다이스케                                            | 아사쿠라 다이스케 | 6:00      |
| 3.           | 〈〈Endless Life〉〉                                                    | 나카지마 유키노                                              | koshin                                                       |                   | 4:30      |
| 4.           | 〈〈unfixable〉〉                                                       | Hilde Wahl, Anita Lipsky, Tommy Berre, Marrieta Constantinou | Hilde Wahl, Anita Lipsky, Tommy Berre, Marrieta Constantinou |                   | 3:18      |
| 5.           | 〈〈La Vida〉〉                                                         | izumi                                                        | koshin                                                       |                   | 4:39      |
| 6.           | 〈〈우게츠〉(雨月)〉                                                    | 신야 유타카                                                  | 신야 유타카                                                  |                   | 4:11      |
| 7.           | 〈〈보내고 싶어 ~voice~〉 (とどけたい ～voice～ 토도케타이 보이스[*])〉 | 나카무라 리사                                                | 히로이즘, SHIROSE (White Jam)                                |                   | 5:18      |
| 8.           | 〈〈욕동〉(欲動 요쿠도[*])〉                                            | 미즈키 케이야                                                | Jeff Miyahara, Kuraaki Hori                                  |                   | 3:23      |
| 9.           | 〈〈kodou〉〉                                                           | 나카지마 유키노                                              | 무네모토 코헤이                                              |                   | 4:00      |
| 10.          | 〈〈Lotus〉〉                                                           | 신야 유타카                                                  | 신야 유타카                                                  | 신야 유타카       | 4:28      |
| 11.          | 〈〈Re-birth〉〉                                                        | 카와에 미나코                                                | 나카츠치 토모히로                                            |                   | 4:54      |
| 12.          | 〈〈Rojo -Tierra- (Album Version〉〉                                    |                                                              |                                                              |                   | 8:15      |
| 13.          | 〈〈unfixable (Album Version〉〉                                        |                                                              |                                                              |                   | 7:00      |
| 총 재생 시간 | 총 재생 시간                                                            | 총 재생 시간                                                 | 총 재생 시간                                                 | 총 재생 시간      | 63:00     |